# Patricia Tudor Sandahl
Patricia Ann Tudor-Sandahl, tidigare Howard, tidigare Rosén, född 19 juli 1940 i Manchester i England, är en svensk psykolog, psykoterapeut och författare. 
Hon är filosofie doktor i pedagogik, filosofie licentiat i sociologi, legitimerad psykolog och legitimerad psykoterapeut samt specialist i klinisk psykologi. Hon har publicerat över 20 böcker och fått stort genomslag med sina böcker om existentiella teman som hur man förhåller sig till åldrande.

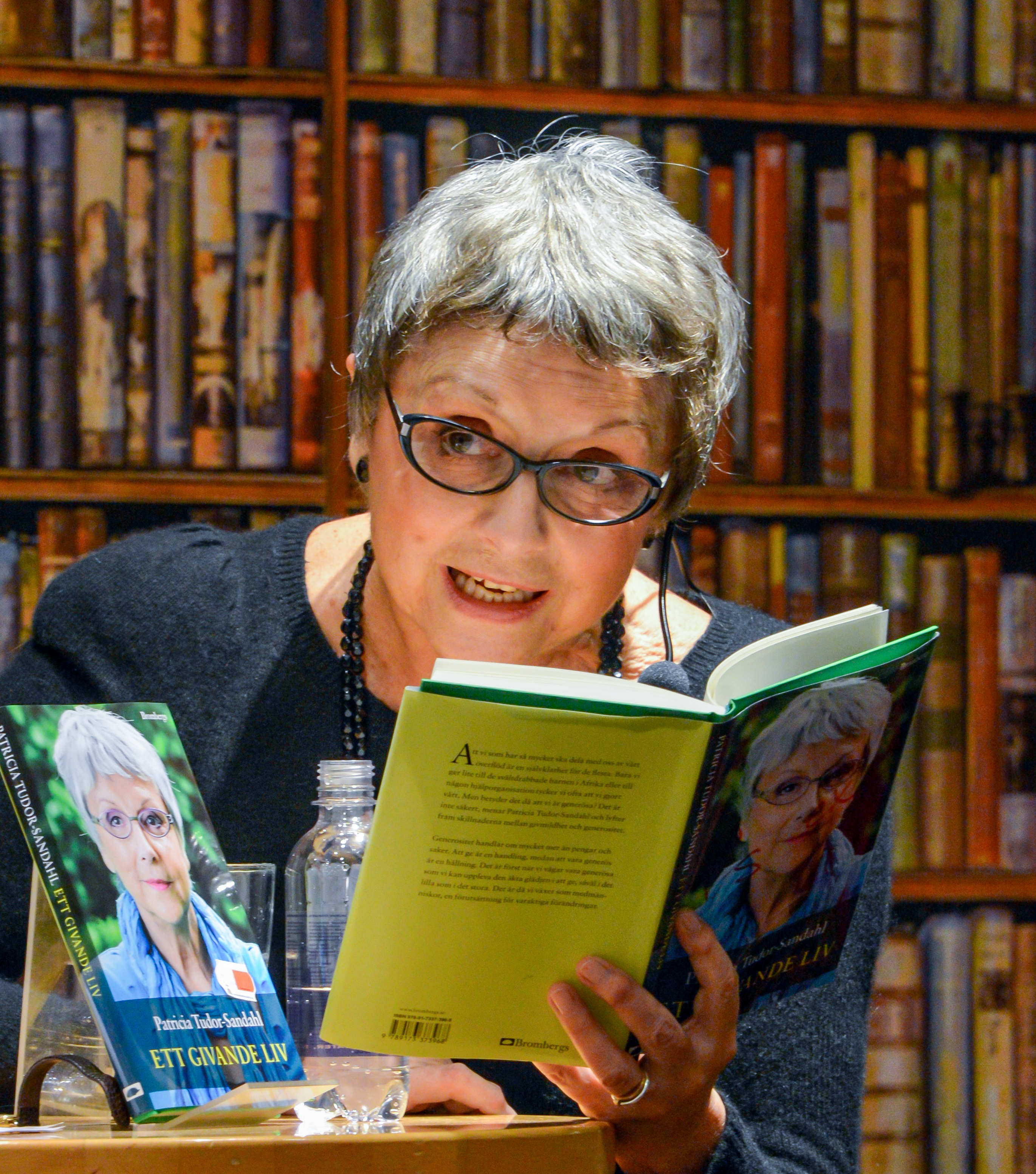
Patricia Tudor-Sandahl på Akademibokhandeln i Stockholm i samband med utgåvan av boken Ett givande liv.

## Biografi
Tudor-Sandahl föddes i Manchester i England. Pappan kallades in i andra världskriget och återvände psykiskt förändrad och var ofta våldsam under uppväxten. 23 år gammal flyttade hon till Sverige för att undervisa i engelska vid Folkuniversitetet. Där träffade hon sin första make, med vilken hon fick en dotter. Hon fortsatte sina akademiska studier och avlade först en filosofie licentiat i sociologi, varefter hon doktorerade i pedagogik. Efter att själv ha gått i psykoanalys under flera år vidareutbildade hon sig till psykoterapeut hos S:t Lukasstiftelsen.
År 1996 publicerades barndomsskildringen Ett himla liv. Arbetet med boken skedde på engelska och när den var klar fick den översättas till svenska. Tudor-Sandahl fortsatte som psykoterapeut i några år innan hon valde att fokusera helt på skrivandet och verkade som rektor för Stockholms akademi för psykoterapiutbildning som hon grundat med maken och några kollegor.
I boken Den tredje åldern, reflekterar hon över livet efter femtio. I samband med hennes 70-årsfirande kom uppföljaren Den fjärde åldern om dödens allt starkare närvaro, men också möjligheten till ett meningsfullt liv och hennes egna upplevelser av ökad livfullhet och vikten av att åldras med värdighet och fortsätta fundera över sin riktning i livet. Boken Mer levande med åren från 2020 spinner vidare på samma tema och utgör också ett reflekterande retrospektiv över hennes liv så långt, samtidigt som hon filosoferar över döden.
Efter mer än fyra decennier som ateist återfann Tudor-Sandahl en tro och var i många år kurs- och retreatledare vid bland annat Stiftelsen Berget i Rättvik. Hon har varit sommarpratare i P1 år 2000 och vinterpratare 2011 och 2020, samt medverkat i SR-programmet Tankar för dagen i över 20 års tid. År 2010 tilldelades hon S:t Eriksmedaljen av Stockholms Stad.
Hon är sedan 1981 gift med professor emeritus Christer Sandahl (född 1947). Gemensamt med maken grundade hon 1985 konsultföretaget Sandahl Partners. Tudor-Sandahl har två döttrar.